# Matt Stainbrook
Matthew Harrison Stainbrook, detto Matt (Dayton, 5 marzo 1992), è un cestista statunitense.

## Palmarès
- Copa Princesa de Asturias: 2

Breogán: 2018
Betis Siviglia: 2019